# Sergiu Celibidache

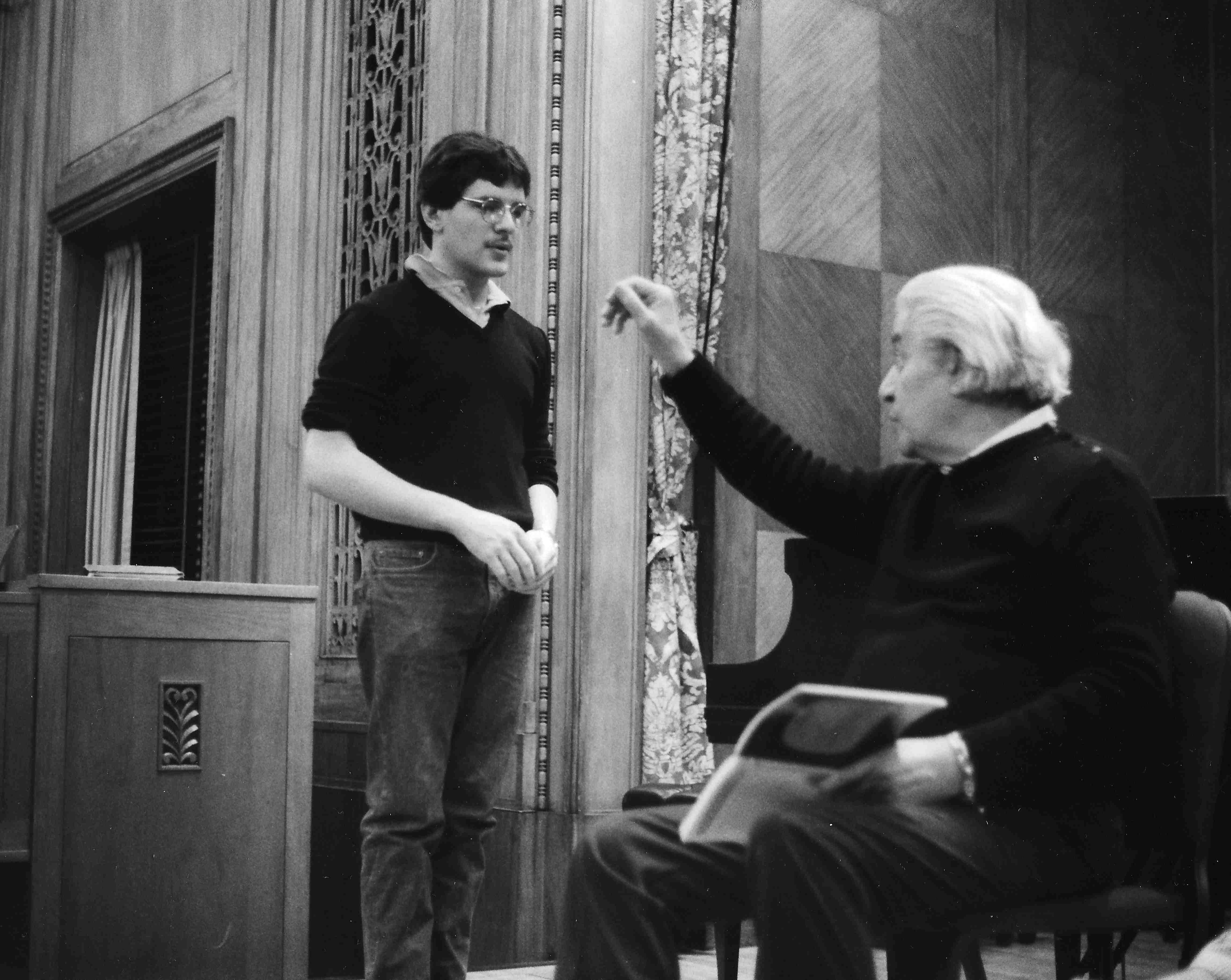
Sergiu Celibidache till höger i bilden.

Sergiu Celibidache, född 28 juni 1912 i Roman, Rumänien, död 14 augusti 1996 i La Neuville-sur-Essonne, Frankrike, var en rumänsk dirigent. 
Celibidache, som gjorde sig känd som en av efterkrigstidens främsta orkesterfostrare, övertog vid krigsslutet ledarskapet för Berlinerfilharmonikerna, en post som han innehade till 1952. Efter ett bejublat gästspel fungerade han från 1963 i praktiken som chefsdirigent för Sveriges Radios symfoniorkester (även om han aldrig formellt utsågs till denna befattning), vilket utgjorde starten på en lysande period för denna orkester, som på några år utvecklades till en elitensemble på hög internationell nivå. 1971 avslutades samarbetet med orkestern. Från 1979 till sin död 1996 var han chefsdirigent för Münchner Philharmoniker.
Utöver ovannämnda befattningar var Celibidache en mycket efterfrågad gästdirigent.
Celibidache ansåg att själva konsertsituationen och den atmosfär som är förknippad med den utgjorde en omistlig del av den musikaliska upplevelsen. Därför vägrade han att göra grammofoninspelningar. Han var en krävande dirigent, som nådde enastående resultat med de orkestrar han ledde, men också, just på grund av de exceptionellt höga kraven, av och till hade stora samarbetsproblem.

## Uppförandestil och kritik
Celibidaches inställning till musicerande beskrivs ofta mer i termer av vad han inte gjorde i stället för vad han gjorde. Till exempel har en stor affär gjorts av Celibidaches "vägran" att göra grammofoninspelningar, även om nästan hela hans konsertverksamhet faktiskt spelades in. Många inspelningar utgavs postumt av märken som EMI och Deutsche Grammophon med familjens samtycke. Trots detta ägnade Celibidache föga uppmärksamhet åt skapandet av dessa inspelningar. Han betraktade dessa som biprodukter av sin konsertverksamhet.
Celibidaches fokus låg istället på att skapa de optimala förhållandena för vad han kallade en "transcendent upplevelse". Vissa aspekter av zenbuddhismen hade inflytande på honom. Han hävdade att det var osannolikt att musikupplevelser kunde uppstå när man lyssnar på inspelad musik. Som ett resultat lämnade vissa av hans konserter publiken med exceptionella och ibland livsförändrande upplevelser.
Celibidache var välkänd för sina krav på omfattande repetitionstid med orkestrar. Ett ofta omnämnt inslag i många av hans konserter, fångat i live-inspelningar, är ett långsammare tempo än vad som anses vara normen, medan i snabba passager hans tempon ofta är snabbare. Celibidaches uppfattning av denna kritik är att tempot är irrelevant, eftersom ögonblickets atmosfär för honom är den viktigaste faktorn för alla musikaliska framföranden.